# Helene von Frauendorfer-Mühlthaler

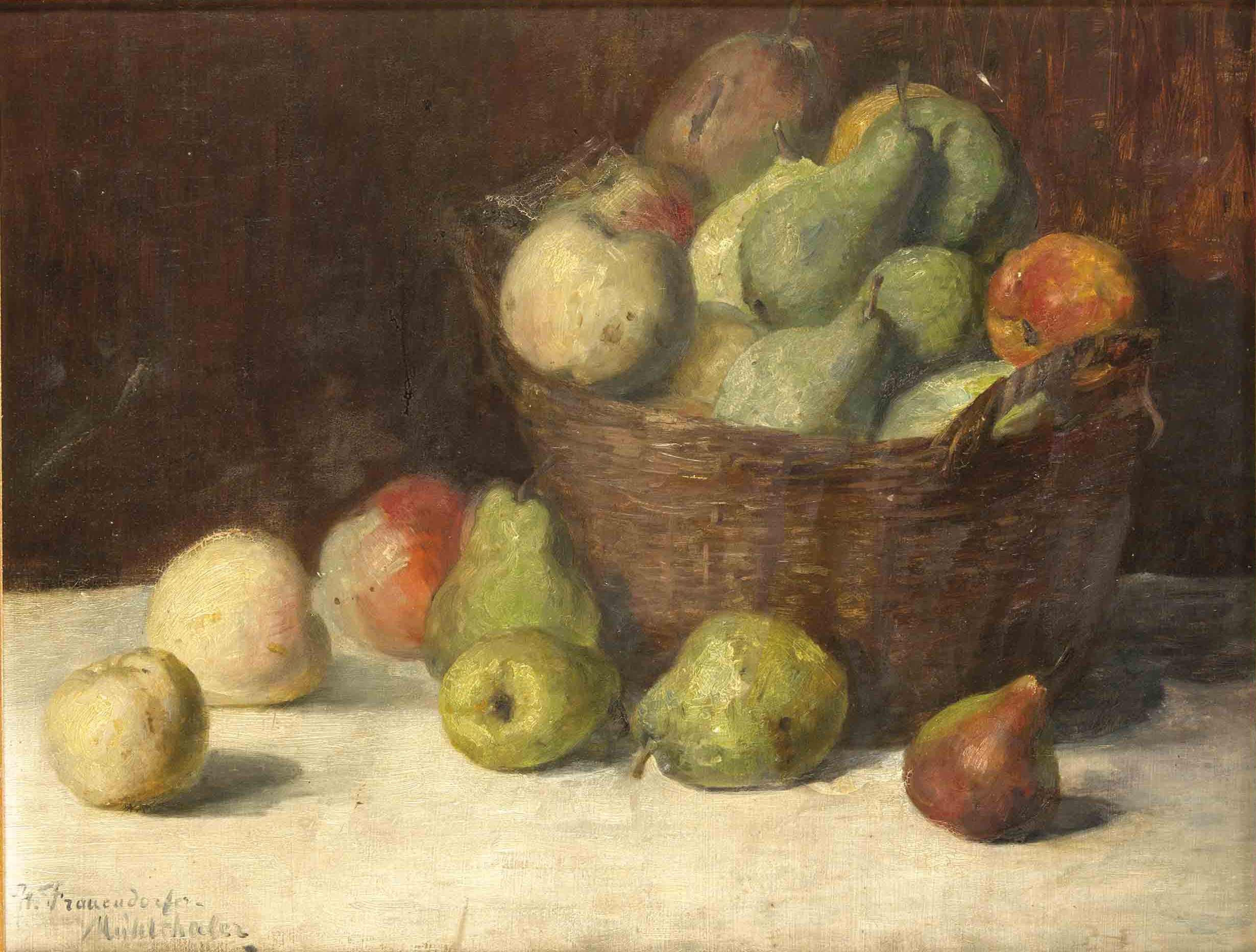
Obststillleben

Helene von Frauendorfer-Mühlthaler (* 14. April 1853 in München; † 12. August 1933 ebenda) war eine Münchener Kunstmalerin. Sie schuf Porträts, Genres und Stillleben.

## Leben
Geboren als Helene Mühlthaler, heiratete sie 1893 den bayerischen Ministerialbeamten Heinrich Frauendorfer, ab 1901 von Frauendorfer.
Helene von Frauendorfer-Mühlthaler war Schülerin des Münchner Genremalers Eduard von Grützner. Ab 1878 war sie Mitglied des 1823 gegründeten Kunstvereins München und arbeitete mit dem Künstlerkreis um Franz von Lenbach, Franz von Stuck und Friedrich August von Kaulbach zusammen.
Sie malte Genreszenen, Kinder- und Damenporträts, Blumenstillleben in Pastell und Öl und nahm an Ausstellungen im Münchner Glaspalast sowie in Düsseldorf und Berlin teil.